# Ulven
Ulven (Lupus) er et stjernebillede på den sydlige himmelkugle.